# Il casellante
(Intervista ad Andrea Camilleri in Linea di terra. Viaggio in Sicilia per treni e stazioni di Angelo Pitrone)
Il casellante è un romanzo di Andrea Camilleri pubblicato nel giugno 2008 dall'editore Sellerio.
Ancora una volta in questo romanzo Camilleri si fa attrarre dal mito della cultura greca che si è trasfuso in quella sua siciliana, emergendo nei sentimenti e nelle situazioni di quest'ultimo racconto che narra di una tentata metamorfosi.
Riprendendo il filo iniziato con Maruzza Musumeci, la donna che diventa sirena ne Il casellante si narrerà di quella che tenterà di trasformarsi in albero.

## Trama
Il racconto cronologicamente inizia là dove arrivava la storia di Maruzza Musumeci: siamo infatti nel 1940, l'anno dell'entrata in guerra dell'Italia sotto il regime fascista. A Nino è capitata la fortuna di vedersi assegnata, avendo perso due dita per un incidente sul lavoro, la sorveglianza di un casello ferroviario sulla linea costiera a binario unico, che andava da Vigata a Castelvetrano, percorsa da un trenino a vapore composto di sole tre carrozze, ognuna con una verandina che d'estate veniva allestita con delle tende a strisce verdi e rosse per riparare dal sole i passeggeri. Sul treno si affolla una varia umanità di abituali passeggeri che durante i lentissimi viaggi aveva modo di conoscersi e di stabilire tra loro un vincolo di comunanza e amicizia al punto che se un consueto passeggero ritardava il suo arrivo il capostazione faceva rimandare la partenza del treno per aspettarlo: come quella volta che prolungandosi l'attesa si mandò qualcuno a casa di don Jachino ad informarsi se partiva o meno, e si seppe così che era morto durante la notte. Il trenino il giorno del funerale viaggiò allora in segno di lutto con un nastro nero intrecciato al fascio littorio sul davanti della locomotiva. Il segretario politico, il "fascistissimo" cavalier Peppino Ingargiola vi vide un oltraggio al regime e chiese ed ottenne il licenziamento del capostazione e del macchinista.
Doppia fortuna aver perso quelle dita perché questo ha evitato a Nino di andare in guerra e gli ha assicurato uno stipendio sicuro, una piccola casa e un orticello. Il casellante quindi potrà offrire un futuro alla donna che sposerà: Minica che dopo una serie di tentativi andati a vuoto rimarrà finalmente incinta.
Lungo la linea ferroviaria cominciano a farsi sentire le incursioni degli aerei francesi e si teme uno sbarco nemico dal mare. Per questo vengono mandati dei soldati a costruire dei bunker lungo la costa. I soldati sono accolti con ospitalità dal casellante che li rifornisce di buon grado dell'acqua fresca del pozzo.
Ma i soldati, si sa, pensano ad una sola cosa e durante le assenze di Nino vanno a bussare alla porta di casa dove era rimasta da sola Minica.
Nino, suonatore provetto di mandolino, insieme al suo amico Totò, bravo suonatore di chitarra, infatti si assentava la domenica per recarsi nella bottega del miglior barbiere di Vigata ad intrattenere i clienti con la musica. I concertini domenicali però non vanno a genio al cavalier Ingargiola il quale sostiene che non è tempo di musica e che solo le marce militari sono ora adatte per l'Italia fascista in guerra.
I due amici non si scoraggiano e pensano, per non rinunciare al compenso delle cinque lire del barbiere, di suonare le musiche marziali e le canzoni fasciste a tempo di mazurca e valzer. I clienti del barbiere gradiscono molto la novità ma non così il cavalier Ingargiola che fa arrestare i due musicanti con l'accusa di aver oltraggiato e sbeffeggiato gli inni fascisti. Durante la detenzione in prigione, di breve durata per l'intervento sotterraneo del capomafia locale Don Simone Tallarita che doveva la restituzione di un favore ai due, accade quello che Nino temeva: sua moglie è stata brutalmente stuprata e massacrata: Minica non morirà ma ha perso il bambino tanto desiderato e la possibilità di averne ancora.
I sospetti di Nino ricadono su i soldati, ma le cose non sono andate così...

## Edizioni
- Andrea Camilleri, Il casellante, Prima ed., collana La memoria, Sellerio, 2008,  pp. 141, cap. Dieci, ISBN 88-389-2302-7.